# Felfelé a lejtőn (film, 1958)
A Felfelé a lejtőn 1958-ban készült és 1959. március 5-én bemutatott fekete-fehér magyar filmvígjáték. Rendezte Gertler Viktor, írták Darvas Szilárd és Királyhegyi Pál.

## Cselekmény
Mester Lajos (Kálmán György) bőrgyárban dolgozik. Szerelmes a szépséges óvónőbe, Takács Évába (Házy Erzsébet), aki énekesnői karrierről álmodik. A dörzsölt zenetanár, Vannai Jenő (Ráday Imre), szintén szeretné a lányt meghódítani. Ezért szerez neki fellépési lehetőséget. Lajost csőbe húzzák és elveszti a munkahelyét, pont amikor már kezdene összejönni Évával. Ezután a lány szerez neki új munkát, csakhogy Vannai keze is benne van a dologban. Lajos emiatt azt hiszi, hogy Éva Vannaival jött össze, s szakít vele. Vannai azonban nemzetközi kém, akinek mesterkedését Lajos leleplezi.

## Főszereplők
- Házy Erzsébet – Takács Éva
- Kálmán György – Mester Lajos
- Kazal László – Api
- Ráday Imre – Vannai Jenő
- Ascher Oszkár – Doktor úr
- Benkő Gyula – Koncz István, mérnök
- Egri István – gyárigazgató
- Hlatky László – „Mackó”
- Keleti László – Sebes Albert, Maca apja
- Kibédi Ervin – Szabó Péter, mérnök
- Peti Sándor – Perjés Ábris, fodrász
- Benedek Tibor – pincér
- Psota Irén – Sebes Maca, énekesnő
- Rajz János – Pista bácsi, portás
- Lorán Lenke – Boldizsár Piroska
- Szabó Ernő – főkönyvelő
- Raksányi Gellért – Pityu, a csapos a Szomjas Mackóban
- Gera Zoltán – a tangóharmonikás a Szomjas Mackóban
- Rozsos István – Frici
- Horkay János – Áruházi rabló
- Kautzky József – Pubi
- Kállay Ilona – énekesnő jelölt
- Náray Teri – a gyárigazgató felesége
- Felföldi Anikó – a főkönyvelő felesége
- Kollár Béla – alkalmazott a Kakukk Bárban, "állomásfőnök úr"

## Külső hivatkozások
- Kép a filmből: Kálmán György és Házy Erzsébet